# Polovodičová paměť
Polovodičové paměti jsou zařízení pro ukládání elektronických dat často používané pro paměti počítače. Data jsou přístupné pomocí binární paměťové adresy, která vstupuje do paměti. Jestliže se adresa paměti skládá z M bitů, adresa prostředí se skládá ze dvou M bitů pro každý čip. Polovodičové paměti jsou vyráběny s určitou délkou slova (jednobitové buňky sdílejí stejnou adresu paměti), výkon dvou obvykle M = 1, 2, 4 nebo 8 bitů na čip. Možné hodnoty jsou 1, 2, 4, 8, 16, 32, 64, 128, 256 a 512 bit, kbit, Mbit, Gbit a Tbit. Tím, že kombinuje několik integrovaných obvodů, paměť může být uspořádána pro větší délku slova a/nebo adresu místa, než to, co nabízí každý čip.

## Principy činnosti pamětí
Paměti lze rozdělit podle různých hledisek, která jsou uvedena v článku elektronická paměť. Dále bude rozebrána funkce jednotlivých druhů polovodičových pamětí a vysvětlen jejich fyzikální princip.

### ROM
Paměť ROM je unipolární paměť, u které je na průsečíku adresových linek X, Y tranzistor s tenkou vrstvou nebo tlustá vrstva oxidu hlinitého, která slouží k oddělení elektrody. Při použití tlusté izolační vrstvy vyžadujeme velké prahové spínací napětí. Na průsečíku adresových linek X a Y je bud tranzistor vytvořený tenkou vrstvou nebo funkčně nahrazen vytvořením tlusté vrstvy oxidu hlinitého, který odděluje elektrodu. Je-li tenká vrstva a tranzistor adresován výběrovým signálem, pak tranzistor sepne a proud přes něj prochází k nulovému potenciálu.

### PROM
Jsou bipolární paměti, u kterých v emitorech tranzistorů jsou tavné pojistky, pomocí kterých zvýšeným napájecím napětím naprogramujeme integrovaný obvod. Lze programovat pouze jednou.

### EPROM
Jsou unipolární paměti PROM, u kterých je možné vícenásobné přeprogramování pomocí vymazáním programu např. ultrafialovým zářením. Jsou založeny na principu buňky FAMOS. Čip se pozná pomocí okénka na pouzdře.

### EEPROM
Slouží ke čtení i zápisu a mazání programu je u nich mnohonásobně rychlejší, než u paměti EPROM. Mazání se provádí pomocí elektronických impulzů. Flash EEPROM je vylepšená verze EEPROM, u ní je doba zápisu i čtení velmi krátká.

### SRAM
Statická paměti RAM (SRAM) je bipolární (TTL a ECL logika) nebo unipolární (MOSFET) a je tvořena buňkami z bistabilních klopných obvodů. RAM paměti s libovolným přístupem jednotlivá místa paměti se liší jen adresou, kterou lze volit náhodně, nezávisle na adresách použitých předtím nebo poté.

### DRAM
Dynamická paměť RAM (DRAM) je založena na fyzikálním principu nabíjení kondenzátoru. Takto vzniklý potenciál, který je ekvivalentní napětí, odpovídá logické 0 nebo 1. Jelikož vlivem svodů je tento potenciál vybíjen, je nutno tuto operaci v paměťové buňce obnovovat (refresh). Obnova probíhá tak, že jsou paralelně sejmuty obsahy paměťových buněk na řádku, v budiči zesíleny a opět zapsány na původní místo. Rychlost obnovy paměťových míst je několiksetkrát za sekundu. Tyto paměti jsou levnější než statické. V současné době máme dva typy SIMM a SIPP. Přístupová doba SIMM 60–70 ns.